# الجامعة الكاثوليكية في أيشتيت-إنجولشتادت
الجامعة الكاثوليكية في أيشتيت-إنجولشتادت (بالإنجليزية: Catholic University of Eichstätt-Ingolstadt)‏ هي جامعة كاثوليكية في ألمانيا، أُسِّسَت عام 1980.

## وصلات خارجية
- الموقع الإلكتروني